# Pinacopodius praestolatus
Pinacopodius praestolatus là một loài bọ cánh cứng trong họ Bọ hung (Scarabaeidae).